# Klesztów
Klesztów (prononciation : [ˈklɛʂtuf]) est un village polonais de la gmina de Żmudź dans le powiat de Chełm de la voïvodie de Lublin dans l'est de la Pologne.
Il se situe à environ 3 kilomètres au nord-est de Żmudź (siège de la gmina), 20 kilomètres au sud-est de Chełm (siège du powiat) et 83 kilomètres à l'est de Lublin (capitale de la voïvodie).
Le village comptait approximativement une population de 87 habitants en 2006.

## Histoire
De 1975 à 1998, le village est attaché administrativement à la voïvodie de Chełm.

Depuis 1999, il fait partie de la voïvodie de Lublin.